# عبد الله بن سعود بن عبد العزيز آل سعود
الأمير عبد الله بن سعود بن عبد العزيز آل سعود (1353 هـ / 1935 - 9 رجب 1418 هـ / 10 نوفمبر 1997)، الابن الرابع من انجال الملك سعود، ولد في مدينة الرياض وابتدا دراسته مع أخوته في مدرسة ولي العهد في قصر والدهم وتحت رعايته والتي أصبحت معهد الأنجال فيما بعد. أُسدي إليه منصب أمير البساتين والمزارع الملكية ثم أميرا لمنطقة مكة المكرمة في سنة 1961 م، والذي لم يستمر في منصبه سوى بضعة شهور. وتوفي في عام 1997 م.

## أبناؤه
- الأمير عبد العزيز بن عبد الله. متزوج من الأميرة أمل بنت فيصل بن سعود بن عبد العزيز آل سعود، وله من الأبناء الأمير سعود، الأمير خالد، الأميرة نورة، الأميرة مضاوي متزوجة من الأمير محمد بن فيصل بن سلطان بن عبد العزيز آل سعود ، والأميرة جواهر متزوجة من الأمير سعود بن خالد بن طلال بن عبدالعزيز آل سعود .
- الأمير فيصل بن عبد الله. كان متزوج من الأميرة سارة بنت سعد بن عبد الله بن سعد السديري ابنة الأميرة صيتة بنت عبدالمحسن بن عبدالعزيز آل سعود وله من الأبناء الأمير محمد، الأمير عبد المحسن، والأميرة صيته، ومتزوج من الأميرة سارة بنت مترك القحطاني وله من الأبناء الأمير عبد الله، الأمير نواف، الأمير عبد العزيز، الأميرة فريال، الأميرة نورة، والأميرة مها.
- الأمير نايف بن عبد الله. متزوج من الأميرة موضي السديري وله من الأبناء الأمير فهد، الأميرة سارة، الأميرة غدير، والأميرة نورة (متزوجة من الأمير نايف بن بندر بن مساعد[2])، ومتزوج من الأميرة وضحى المنيخير وله من الأبناء الأمير سعود، الأميرة آية، الأميرة العنود (متزوجة من الأمير بدر بن عبدالله بن عبدالعزيز ولها الأميرة هيفاء) ، والأميرة مايا، ومتزوج من الأميرة اروى بنت فهد بن عبدالله بن محمد بن سعود الكبير . إحدى كريماته تزوجت من الأمير فواز بن نواف الشعلان .
- الأمير نهار بن عبد الله. متزوج وله الأمير فيصل، ومتزوج من الأميرة غادة بنت حسين العساف وله من الأبناء الأمير سلطان، الأمير سعود، الأمير محمد، الأميرة ريما، الأميرة نجلاء، الأميرة الجوهرة، والأميرة لولوة، ومتزوج من الأميرة مها بنت سعد بن عبد الله بن سعد السديري ابنة الأميرة صيتة بنت عبدالمحسن بن عبدالعزيز آل سعود وله من الأبناء الأمير عبد العزيز، الأمير عبد الله، الأمير عبد المحسن، والأميرة صيته، ومتزوج من الأميرة نوره بنت عواض بن سهو العتيبي وله من الأبناء الأمير أحمد.
- الأمير نواف بن عبد الله.كان متزوج من الأميرة نورة بنت محمد بن سعود بن عبد العزيز آل سعود وله من الأبناء الأمير عبد العزيز، الأمير تركي، الأميرة مشاعل، والأميرة لولوة. ومتزوج من الأميرة عهود بنت عبدالمحسن بن سعود بن عبد العزيز آل سعود وله من الأبناء الأمير عبد المحسن، والأمير خالد، والأميرة سارة(متزوجة من الأمير عبدالله بن فيصل بن خالد بن ناصر بن عبدالعزيز آل سعود).[3] ومتزوج وله من الأبناء الأميرة مشاعل، الأميرة لولوة، الأمير مشعل، ، والأميرة موضي، تزوجت احدى كريماته من نواف بن فيحان بن فيصل المنديل بتاريخ 2013/04/26.[2]
- الأمير متعب بن عبد الله. متزوج من الأميرة العنود العريعر وله من الأبناء الأمير بندر، والأمير سعود.
- الأمير خالد بن عبد الله. متزوج من الأميرة نوف آل سعود وله من الأبناء الأمير فيصل، الأميرة نورة، الأميرة سارة، والأميرة دينا.
- الأميرة جهير بنت عبد الله.
- الأميرة عبير بنت عبد الله. متزوجة من الأمير منصور بن ماجد بن سعود بن عبدالعزيز ولها من الأبناء الأمير ماجد ، الأمير عبدالله ، الأميرة الجوهرة.
- الأميرة غدير بنت عبد الله. متزوجة من الأمير حسام بن بدر بن سعود بن عبدالعزيز ولها من الأبناء الأميرة الجوهرة، الأمير سلمان، الأميرة نورة، الأمير سلطان، الأمير عبد الله، والأمير محمد.
- الأمير محمد بن عبد الله. متزوج من الأميرة ريم بنت فيصل بن سعود بن عبد العزيز آل سعود وله من الأبناء الأمير فيصل (توفي يوم الأحد 1435/02/19 هـ عن عمر يناهز 26 عامًا)[3]، الأميرة فريال، والأميرة دانيا، ومتزوج من الأميرة فضة بنت محمد بن سعد المطلق وله من البنات الأميرة غدير.
- الأميرة دانيا بنت عبد الله.
- الأمير سعود بن عبد الله متزوج من الأميرة فوزية بنت فواز بن سعود آل سعود وله من الأبناء الأمير عبدالله ، الأميرة علياء ، الأميرة الجوهرة .
- الأميرة دينا بنت عبد الله.
- الأمير سلطان بن عبد الله. وله من الأبناء الأميرة الجوهرة، الأمير نواف، والأمير عبد الله.
- الأميرة نايفة بنت عبد الله متزوجة من الأميرة سعود بن عبدالعزيز بن محمد بن فهد بن فرحان آل سعود .

## وفاته
توفي الأمير عبد الله بن سعود بن عبد العزيز آل سعود في يوم الإثنين 10 رجب 1418 هـ الموافق 10 نوفمبر 1997 في مدينة الرياض، وصلي عليه في جامع الإمام تركي بن عبد الله ودفن في مقبرة العود.